# گور نمادین

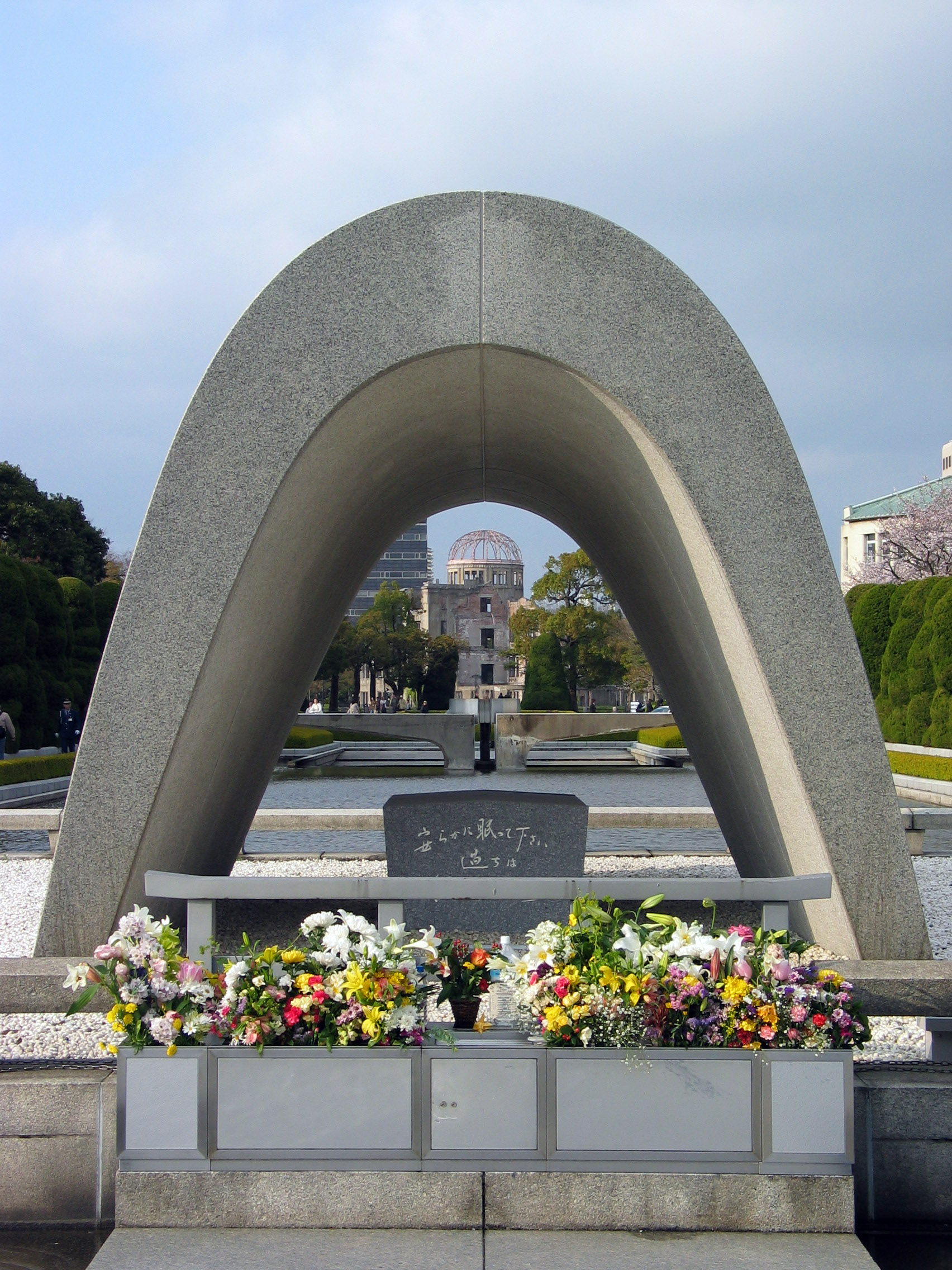
تهی‌گور قربانیان بمب اتم هیروشیما.

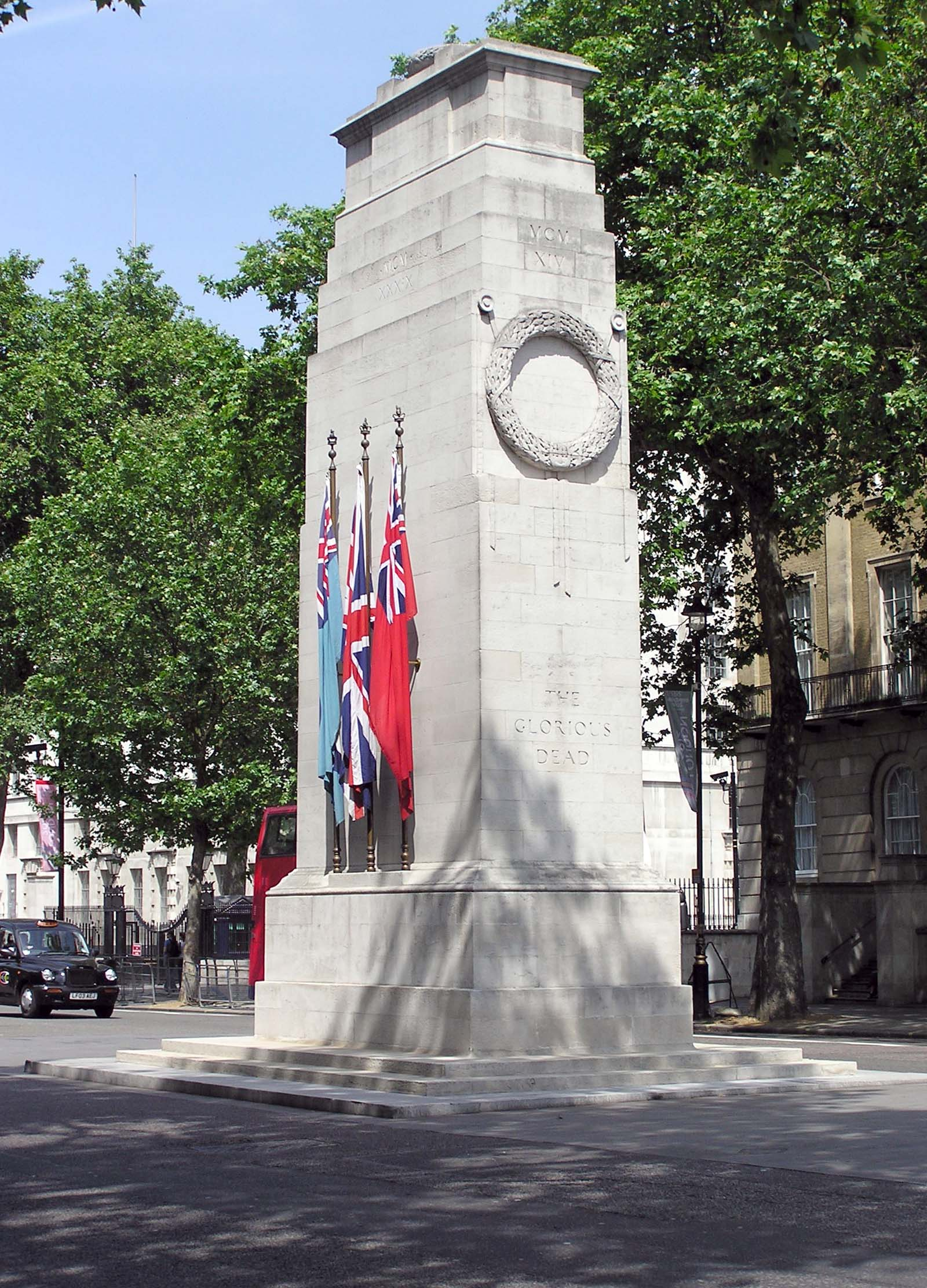
یک تهی‌گور در وایت‌هال لندن.

به بناهای یادبودی که به افتخار یک فرد درگذشته یا گروهی از درگذشتگان برپا می‌شود در حالی که بقایای پیکر این درگذشتگان در جایی غیر از این بنا باشد گور نمادین یا تُهی‌گور گفته می‌شود.
بناهای برپا شده به یادبود سربازان گمنام جنگ‌ها از مشهورترین نمونه‌های تهی‌گورها هستند.
گورهای نمادین در کشورهای مسیحی اغلب در دیوار کلیساها می‌سازندو برای نمونه گورهایی که به یادبود پاپها در سینت پیتر رم بنا شد تهی‌گور هستند چرا که گورهای اصلی این پاپ‌ها در مکان‌های دیگر قرار دارند.
در شهر هیروشیمای ژاپن تهی‌گوری برای یادبود ۲۰۰ هزار فردی که در جنگ دوم جهانی بر اثر بمب اتم در این شهر کشته شدند بنا شده‌است.
در شهر دیاربکر در کردستان ترکیه برای آرام تیگران خوانندهٔ ارمنی-کرد که وصیت کرده‌بود در این شهر دفن شود ولی با ممانعت حکومت ترکیه برای انتقال جسد وی به کردستان در بروکسل بلژیک دفن شد، یک گور نمادین ساخته شده‌است که مجسمهٔ وی نیز بر روی آن قرار دارد.

## نگارخانه

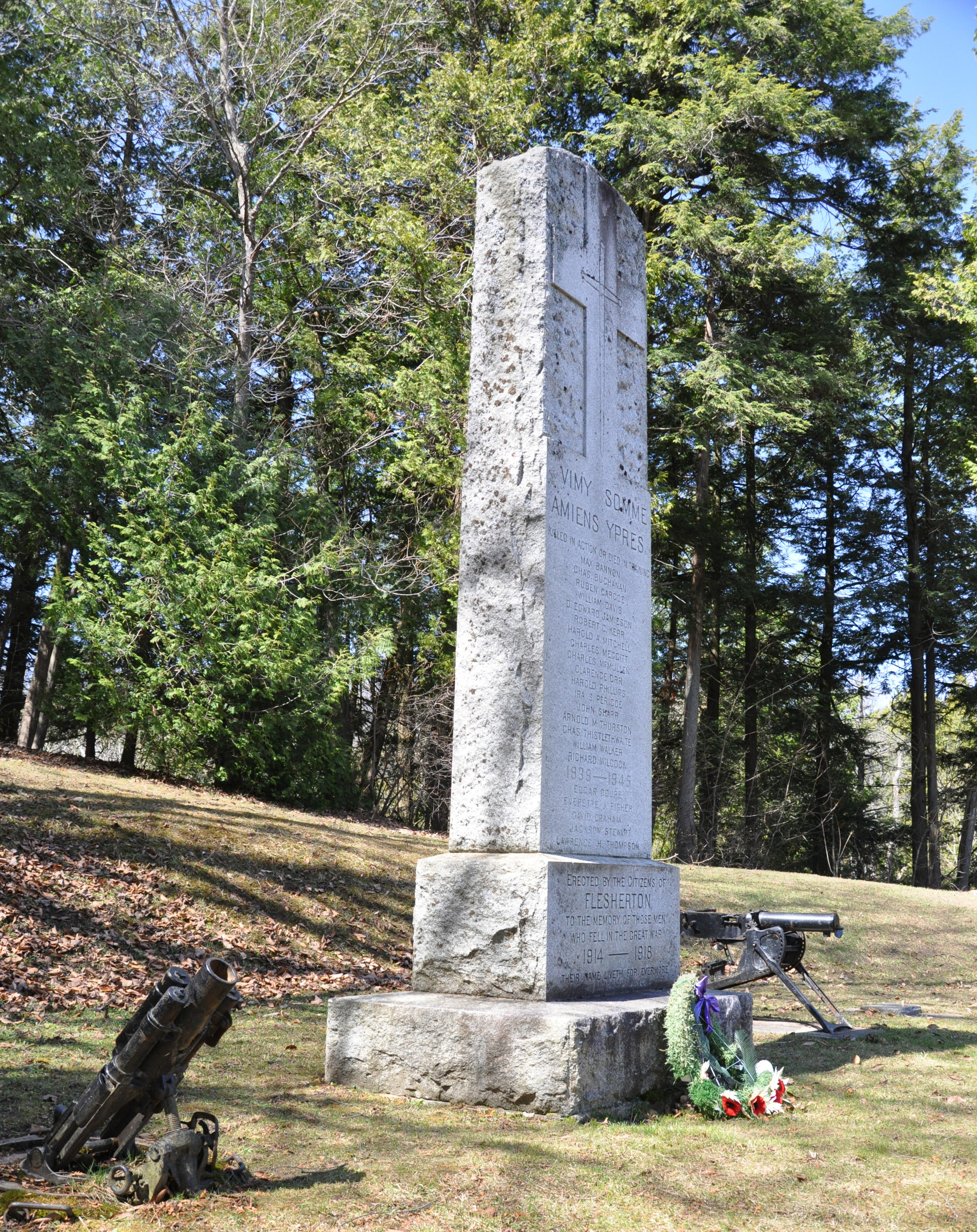
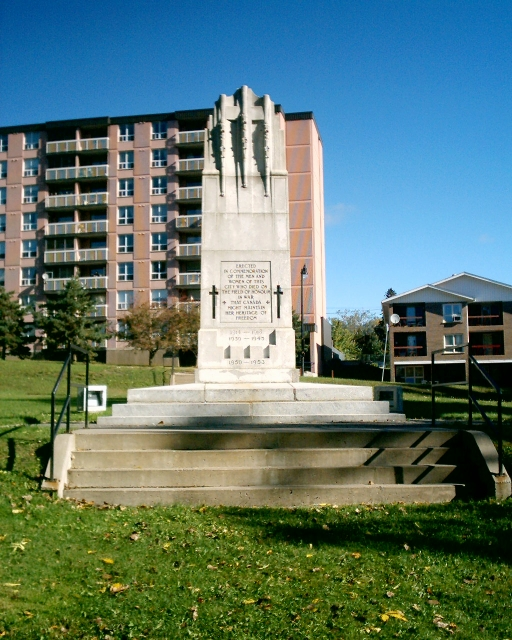
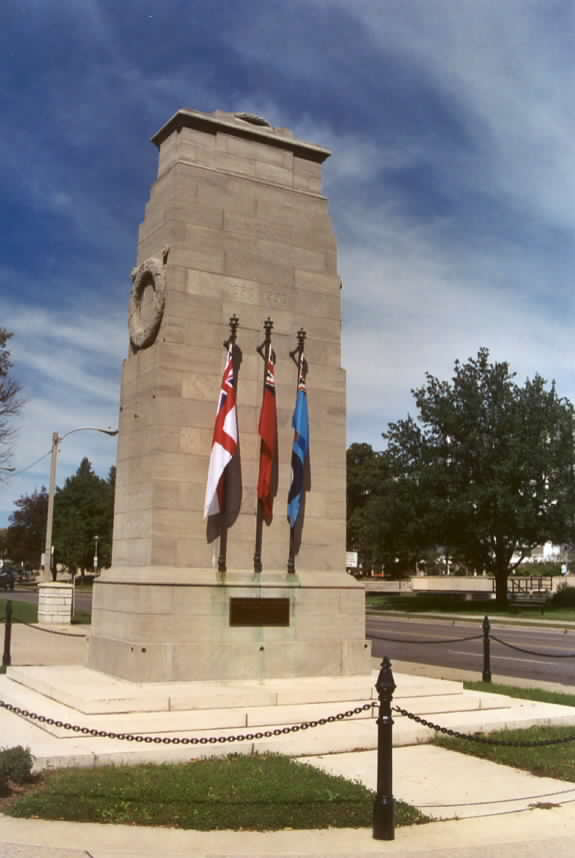
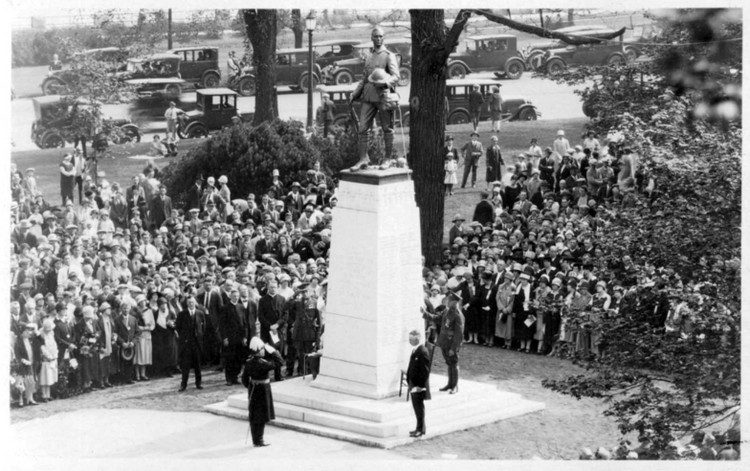
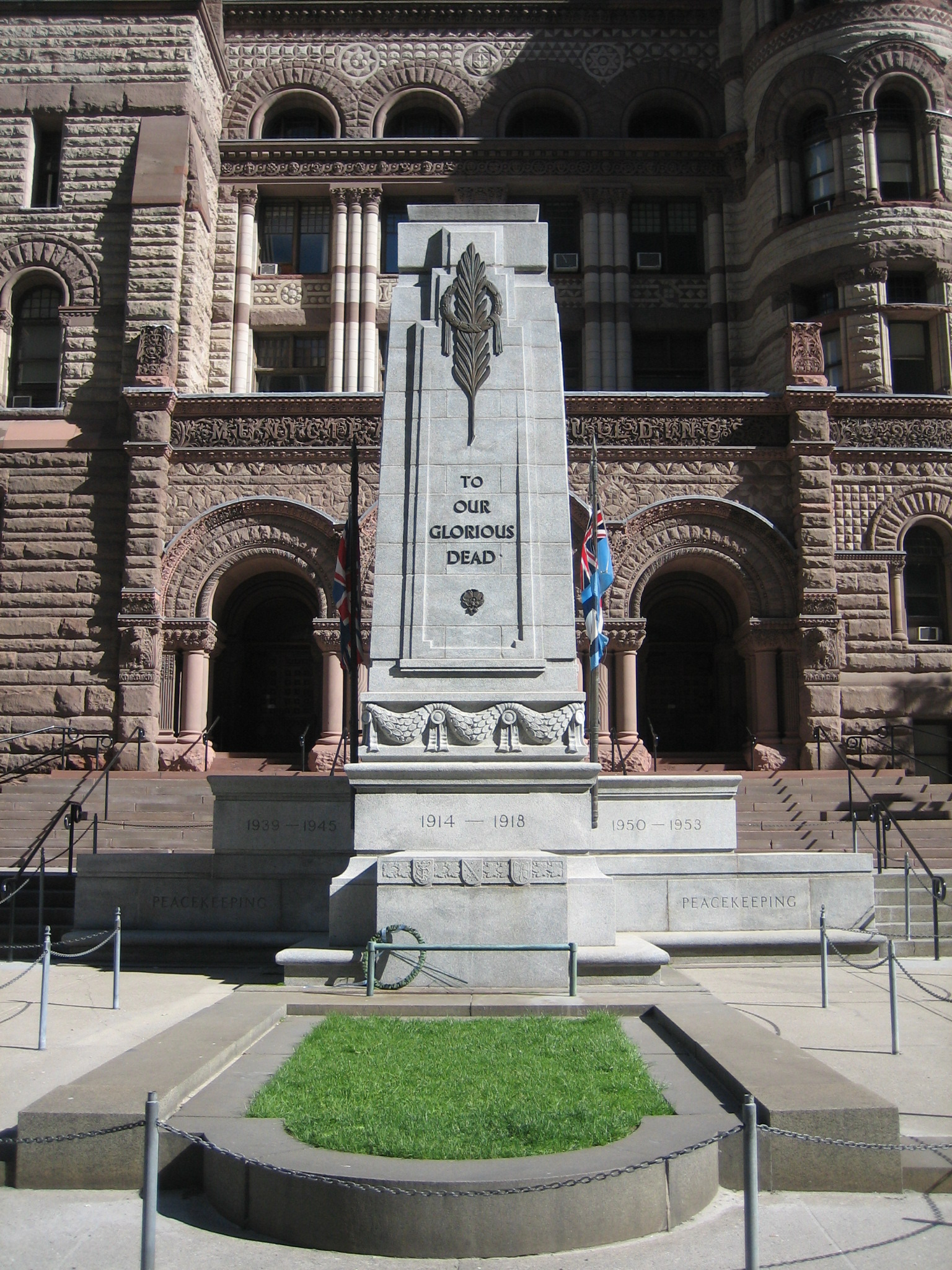
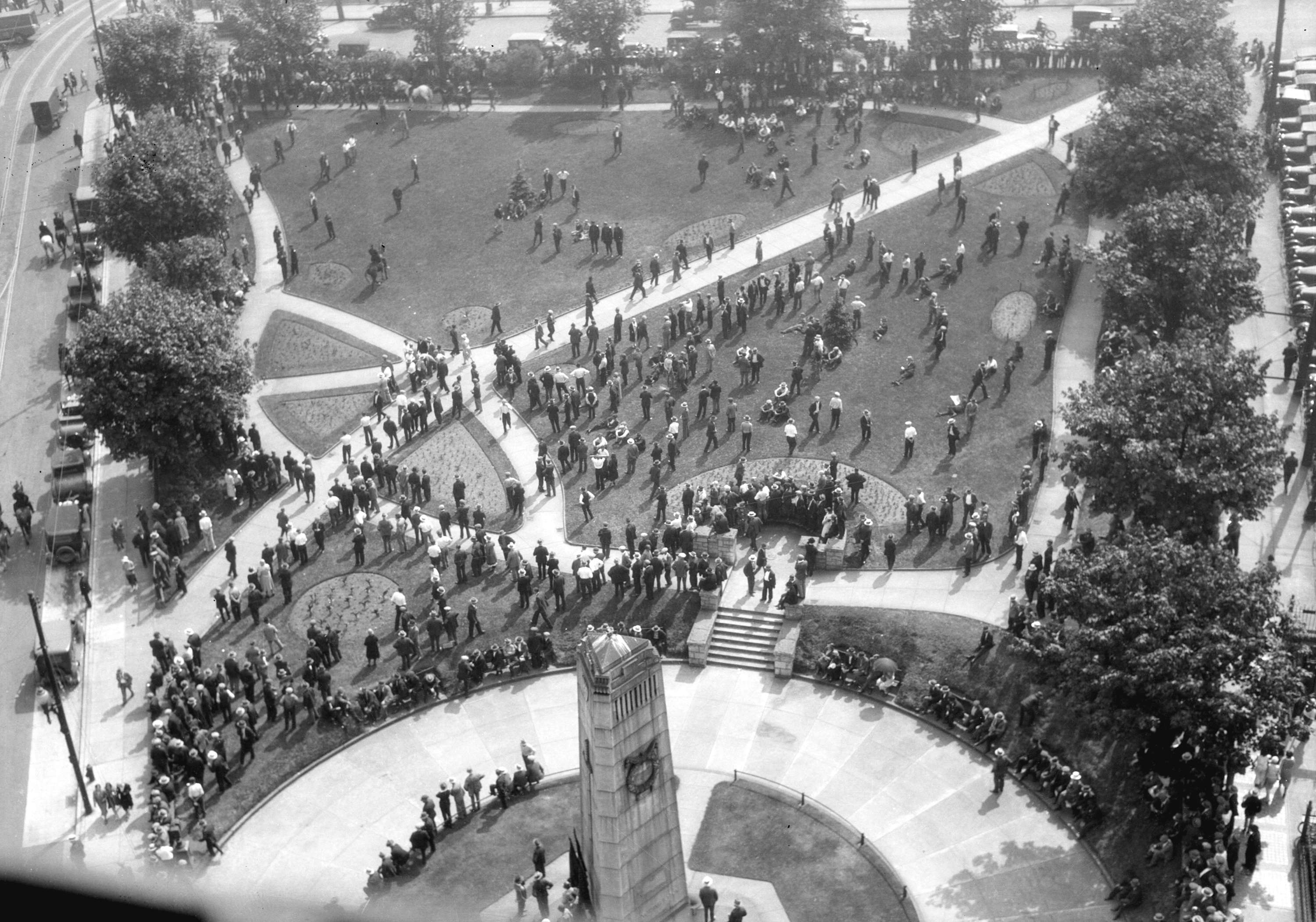
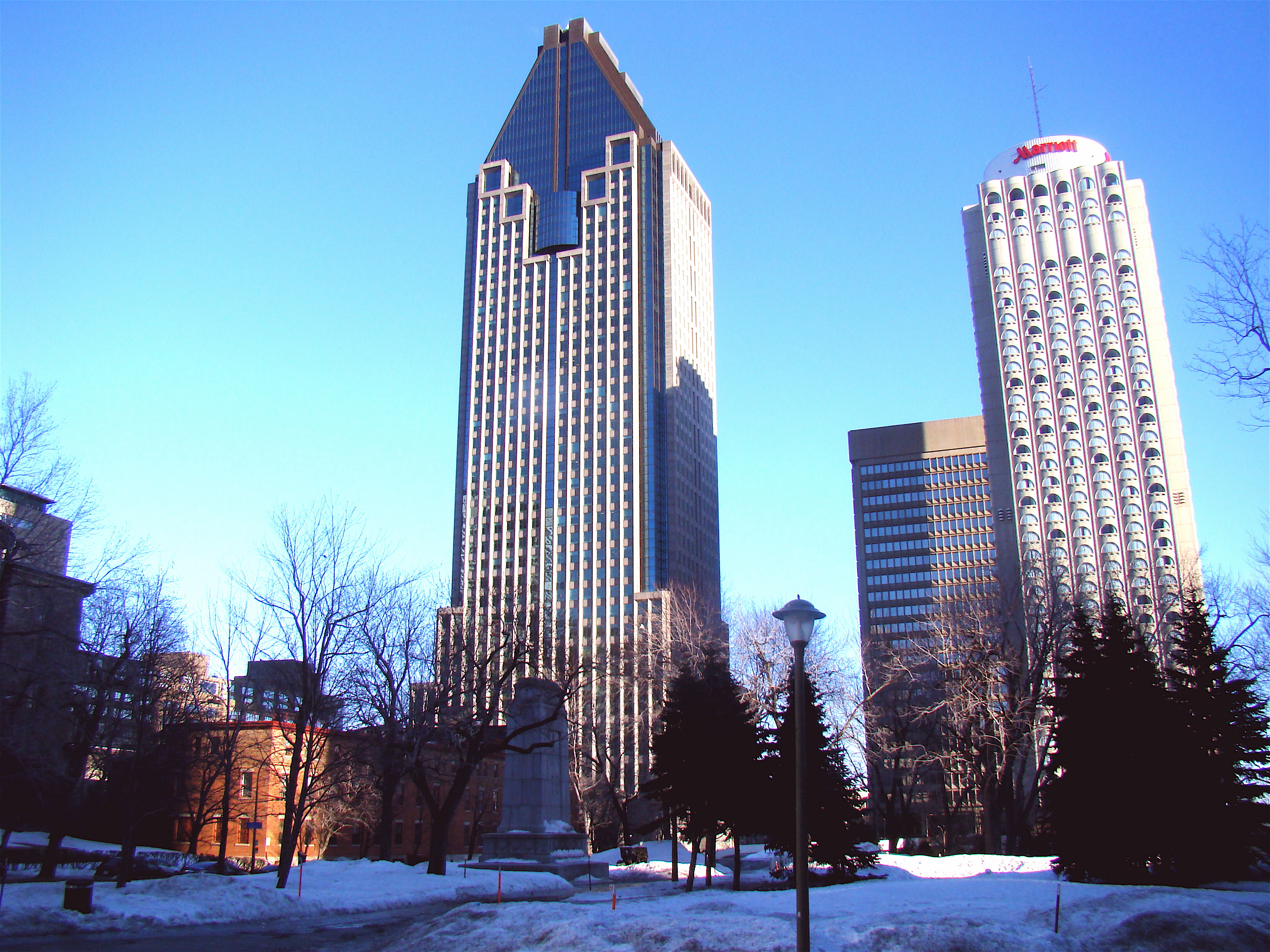
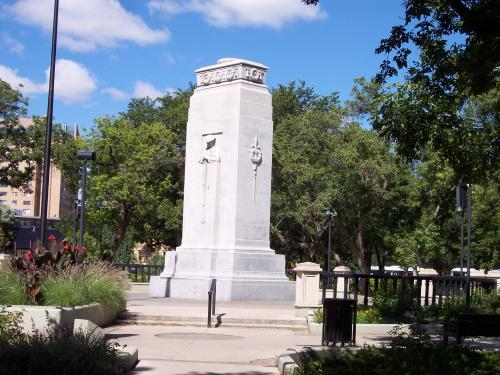
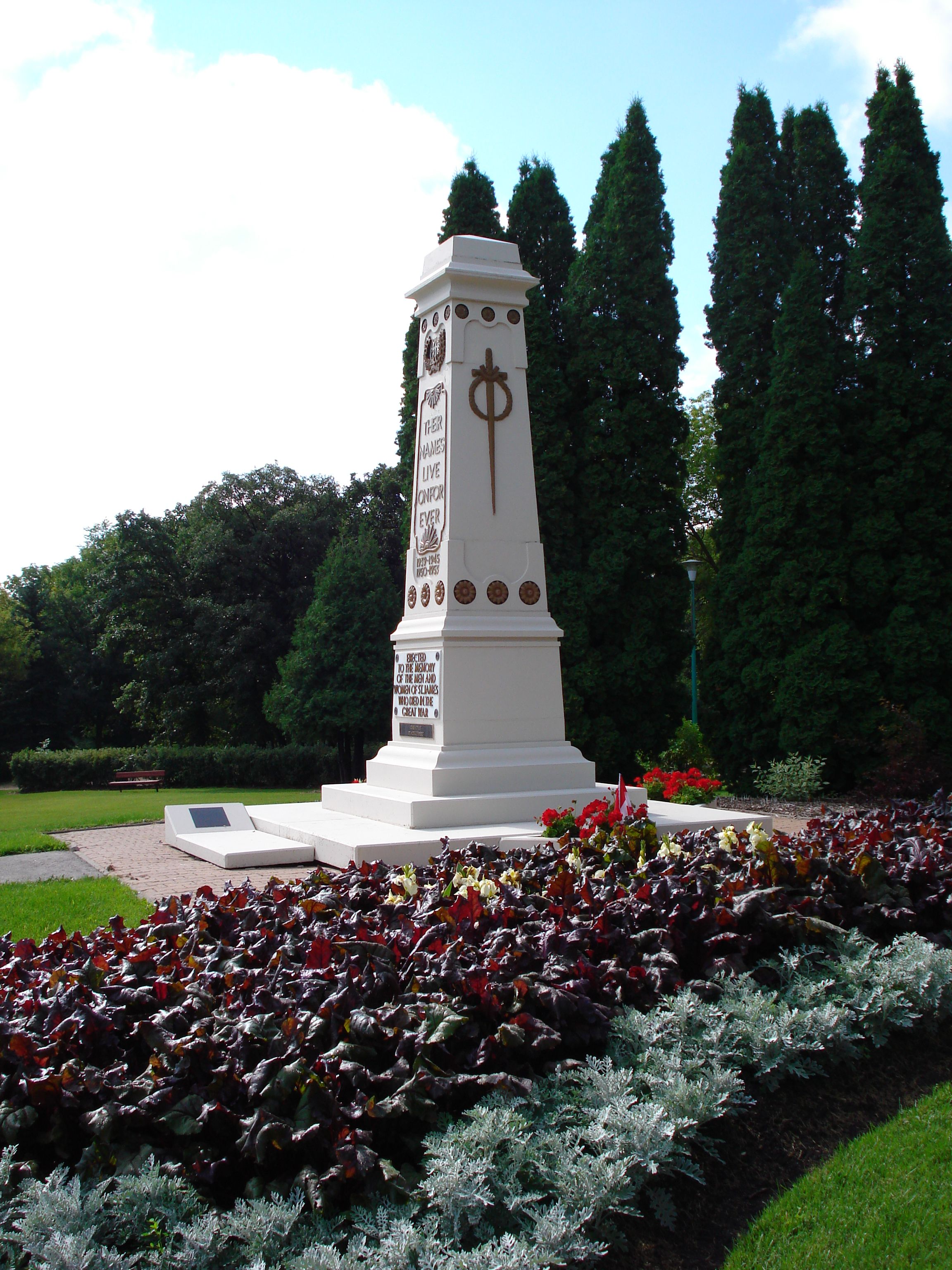